# Vertigo berryi
Vertigo berryi är en snäckart som beskrevs av Henry Augustus Pilsbry 1919. Vertigo berryi ingår i släktet Vertigo och familjen puppsnäckor. Inga underarter finns listade i Catalogue of Life.